# Tauseret
Tauseret – faraon, władczyni starożytnego Egiptu z czasów XIX dynastii. Wielka Małżonka Setiego II. Macocha Siptaha.  Była jedną z czterech kobiet noszących tytuł faraona oraz ostatnią noszącą taki tytuł.

## Regentka
W latach 1196–1192 p.n.e. sprawowała regencję w imieniu małoletniego i niepełnosprawnego króla, mimo że z pewnością nie była jego matką. Po jego śmierci, w latach 1192–1186 p.n.e. przejęła pełnię władzy faraońskiej, zaliczając lata jego panowania jako swoje.

## Wspólne rządy z kanclerzem
W czasach Siptaha władzę sprawowała wspólnie z kanclerzem Bai, który już po śmierci jej męża, Seti II prawdopodobnie związał się z nią i temu zawdzięczał szybki rozwój swej kariery. W okresie swych największych wpływów otrzymał od Tauseret zarząd skarbem państwa. Okres wspólnych rządów Tauseret i Bai określany jest jako czasy anarchii i rozkładu władzy centralnej. Pod koniec rządów Siptaha, Bai stracił swoje znaczenie na dworze i wkrótce potem prawdopodobnie z rozkazu samego faraona, został stracony. Odbyło się to prawdopodobnie w "Roku 5, III Szemu, 27 dniu".
Samodzielnie, Tauseret panowała dwa lata, a jej panowanie zakończyło starcie z Setnachtem, który "...przepędził uzurpatora...". Była ostatnią władczynią XIX dynastii.

## Zmiany w wizerunku
Zmiany w wizerunki Taseseret wyraźnie pokazują, jak zmieniała się jej pozycja na dworze. Początkowo przedstawiana była jako zwykła królowa. Następnie nadano jej drugie imię, które zaczęto zapisywać w kartuszu. Ostatecznie zaczęto przedstawiać ją z chustą na głowie z insygniami królewskimi. Jedyny zachowany posąg Tauseret pozbawiony jest głowy, jednak posiada wyraźnie kobiece kształty, a w rękach dzierży symbole władzy.

## Grobowiec
Tauseret rozkazała wykuć dla siebie grobowiec (KV14) w Dolinie Królów, który później został przywłaszczony i dokończony przez Setnachta, gdy podczas pracy nad jego grobowcem (KV11) ekipy robotników niespodziewanie przekopały się do sąsiedniego grobowca (KV10) Amenmesa. Niezidentyfikowana mumia kobiety, określana jako "niezidentyfikowana kobieta D", odnaleziona w sekretnej części grobowca (KV35) Amenhotepa II, prawdopodobnie jest mumią Tauseret.

## Tytulatura
| G5 |

| G5 |

| E1 · D40 | C10 | mr |

| E1 · D40 | C10 | mr |

| E1 · D40 | C10 | mr |

| E1 · D40 | C10 | mr |

| G5 |

| G5 |

| E1 · D40 | C10 | mr |

| E1 · D40 | C10 | mr |

| E1 · D40 | C10 | mr |

| E1 · D40 | C10 | mr |

| M23 · X1 | L2 · X1 |

| M23 · X1 | L2 · X1 |

| C2 | C12 | N36 · n | zA | t |

| C2 | C12 | N36 · n | zA | t |

| C2 | C12 | N36 · n | zA | t |

| C2 | C12 | N36 · n | zA | t |

| M23 · X1 | L2 · X1 |

| M23 · X1 | L2 · X1 |

| C2 | C12 | N36 · n | zA | t |

| C2 | C12 | N36 · n | zA | t |

| C2 | C12 | N36 · n | zA | t |

| C2 | C12 | N36 · n | zA | t |

| G39 | N5 |

| G39 | N5 |

| t | A | wsr | s | r · D40 | B7 |

| t | A | wsr | s | r · D40 | B7 |

| t | A | wsr | s | r · D40 | B7 |

| t | A | wsr | s | r · D40 | B7 |

| G39 | N5 |

| G39 | N5 |

| t | A | wsr | s | r · D40 | B7 |

| t | A | wsr | s | r · D40 | B7 |

| t | A | wsr | s | r · D40 | B7 |

| t | A | wsr | s | r · D40 | B7 |